# Isaías Medina Angarita
Isaías Medina Angarita (San Cristóbal, 6 de julio de 1897 - Caracas, 15 de septiembre de 1953) fue un político y militar venezolano.
Desempeñó los cargos de ministro de Guerra y Marina entre 1936 y 1941 bajo la presidencia de Eleazar López Contreras y fungió como Presidente de la República desde 1941 hasta 1945. Durante este tiempo Medina lideró a Venezuela en la Segunda Guerra Mundial, en la que la Alemania nazi atacó a Venezuela en 1942, declarando posteriormente la guerra a las Potencias del Eje, ganando la guerra en 1945.
A pesar de que fue elegido para el período 1941-1946, no terminó su mandato presidencial, ya que fue derrocado por un golpe de Estado, en una alianza entre oficiales medios del ejército y miembros del partido Acción Democrática, por lo que Medina se exilió en Estados Unidos hasta 1952.

## Carrera militar y formación académica

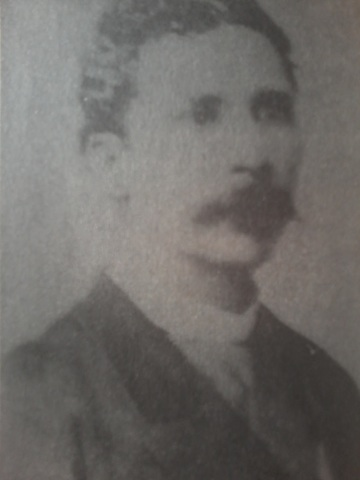
José Rosendo Medina, padre de Isaías Medina Angarita.

Fue el hijo menor del matrimonio del General José Rosendo Medina y Alejandrina Angarita García. Su padre, murió en combate durante la batalla de San Cristóbal cuando Medina Angarita tenía cuatro años. Estudió primaria y bachillerato en la escuela de San Cristóbal.  
En 1912, se traslada a Caracas para cursar estudios en la Escuela Militar (actual Academia Militar de Venezuela). Medina Angarita se graduó de subteniente el 23 de julio de 1914 y ocupó el puesto diecisiete de su promoción.
Colaborador del presidente Juan Vicente Gómez, fue nombrado por este Jefe de Estado Mayor. Siendo teniente coronel (1927), trabajará como profesor de Castellano y de Conocimiento de Servicio en la Escuela de Aspirantes a Oficiales, así como Educación Física en las Escuelas Federales de Caracas, en el liceo Andrés Bello y en la Escuela Normal de Hombres. Al desempeñar estas tareas docentes, se relacionará con otros profesores y estudiantes, siendo parte de grupos donde se discutirían ideas y tendencias políticas de novedad, mostrándose incluso a favor de la autonomía universitaria. Más tarde, estrecharía su relación con los círculos intelectuales al unirse al Club de los Siete y al Grupo Atenas.
Durante este tiempo fue nombrado también jefe de servicio de la Dirección de Guerra del Ministerio de Guerra y Marina, siendo allí donde se iniciaría su amistad con  Eleazar López Contreras, bajo su propio gobierno, desde 1936 hasta 1941. 
En 1930 fue designado miembro de la Comisión de Reglamentos Militares y Navales; en 1931, ayudante interino de la Jefatura del Estado Mayor y a partir del 15 de julio de ese mismo año, jefe de servicio del Gabinete del Ministerio de Guerra y Marina y secretario, cargo que desempeñó hasta el 12 de julio de 1935. Ascendido al grado de coronel (1935), es nombrado por decreto ejecutivo ministro de Guerra y Marina, el 1 de marzo de 1936  es nombrado ministro de Guerra y Marina. En 1940 es ascendido a general de brigada, de ahí se convierte en candidato a la presidencia de la República propuesto por el general Manuel Brito.

## Presidencia

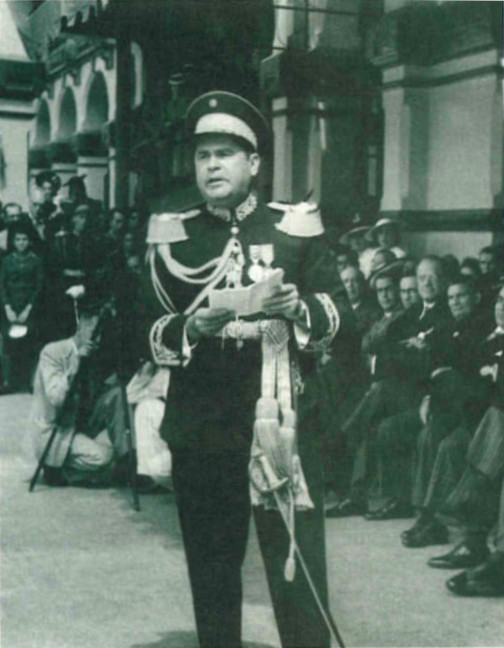
Discurso de Isaías Medina Angarita después de su toma de posesión

Medina llegó a la presidencia arrastrando una leyenda negra acerca de sus simpatías por el fascismo y de su inclinación por Benito Mussolini, que lo acompañó durante los años en que había sido ministro de Guerra y Marina. Según crónicas del periodista Miguel Otero Silva, durante ese período lo hicieron responsable de todos los actos del gobierno que se consideraran antidemocráticos, como el destierro de un dirigente de la oposición o la clausura de un periódico. En cambio, si Eleazar López Contreras tomaba una medida de índole democrática, se decía que lo hacía «a pesar de Medina». Debido a estos antecedentes, existía el temor de que la elección de Medina como presidente significara un retroceso en la evolución política desde la muerte de Juan Vicente Gómez en diciembre de 1935. Esta componenda de desacreditación al presidente Medina se llevó libremente; el gobierno del General Medina permitía y garantizaba la plena libertad de expresión, situación aprovechada por los dirigentes adecos para calumniar al propio presidente y su gestión. El 13 de agosto de 1942 sanciona un nuevo Código Civil de Venezuela. 

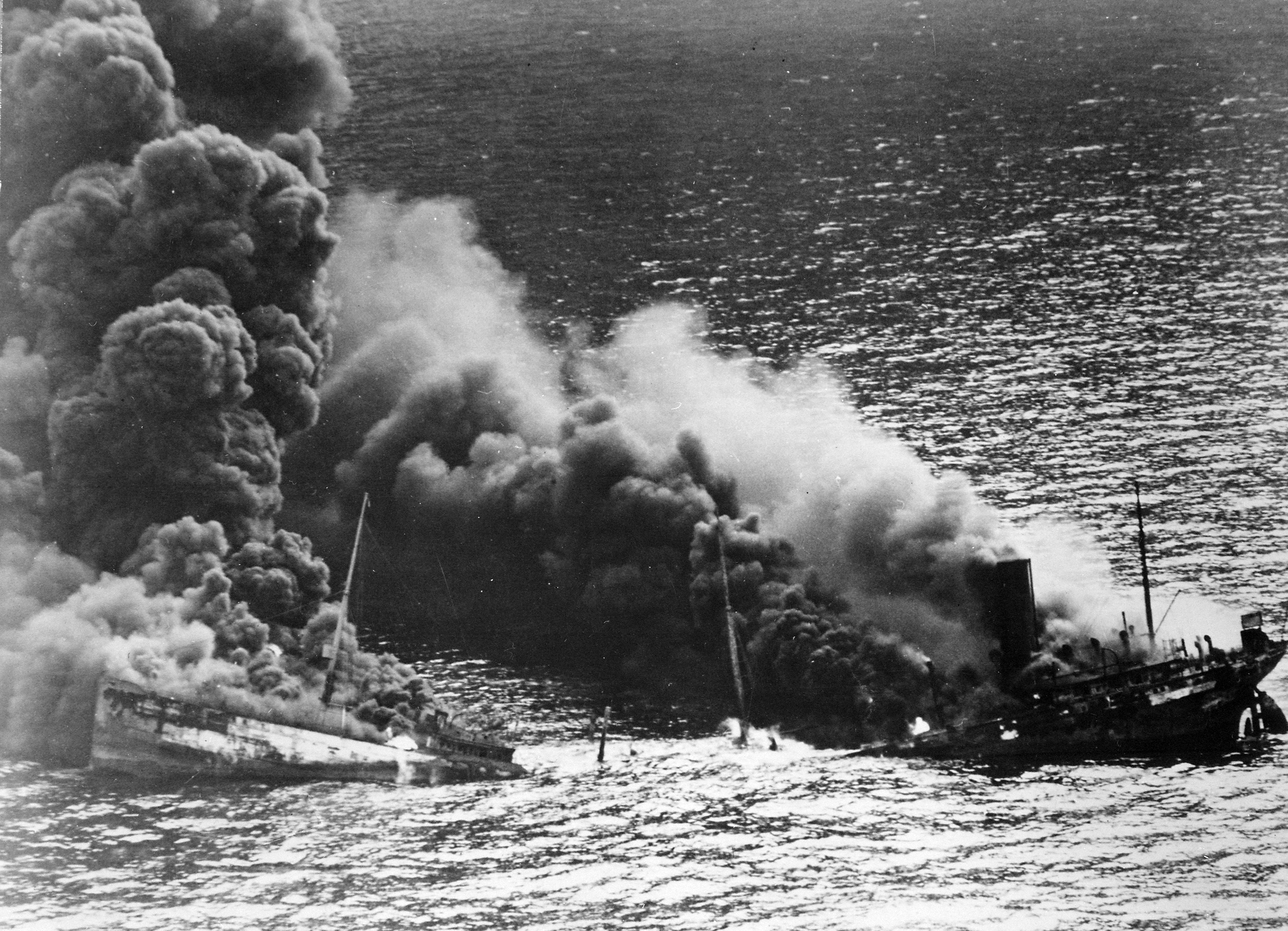
Hundimiento del buque petrolero Monagas, tras un ataque de submarinos nazis como parte de la Operación Neuland en la Segunda Guerra Mundial, durante el gobierno de Medina Angarita.

Mantuvo la neutralidad de Venezuela durante la Segunda Guerra Mundial a pesar de verse involucrado desde el hundimiento del buque petrolero Monagas tras el ataque de la flota submarina nazi en la Operación Neuland de 1942. El Presidente Medina Angarita declaró la guerra al Eje el 15 de febrero de 1945 como requisito para participar en la conferencia fundacional de la Organización de las Naciones Unidas en sustitución de la Sociedad de las Naciones  organización que había fallado en su propósito de evitar otro conflicto internacional.

### Política

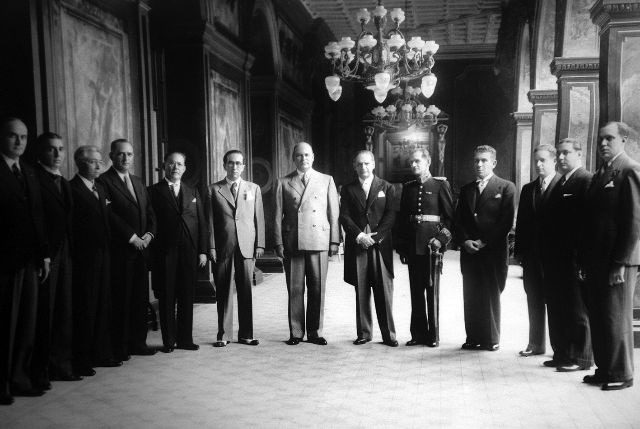
Medina Angarita y su gabinete ministerial en 1941.

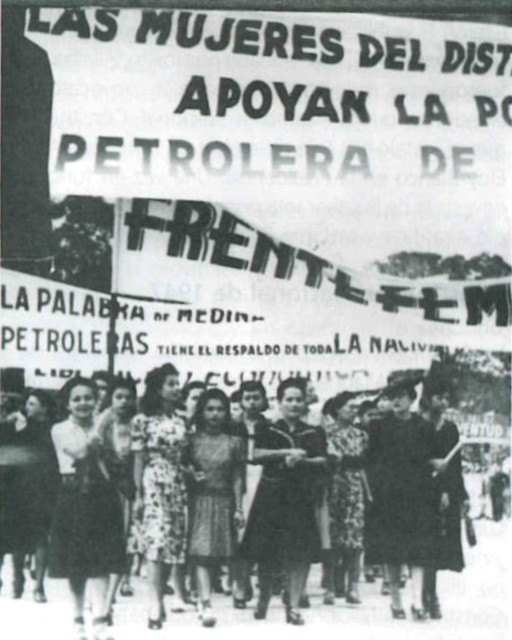
Marcha de mujeres durante el gobierno de Medina Angarita

Contrariamente a lo esperado por sus detractores, Medina permitió una amplia apertura democrática, permitiendo la confrontación de distintas ideologías y la expresión de criterios diversos en torno a los problemas del país y a sucesos internacionales, incluso durante la Segunda Guerra Mundial. Es precisamente durante el gobierno de Medina, gracias a la legalización de las agrupaciones políticas, cuyos grupos de origen habían tenido una vida política discontinua y accidentada debido a las limitaciones impuestas a los mismos en los períodos de Gómez y de López Contreras, que tienen su origen los partidos políticos modernos en Venezuela: Acción Democrática, formado por fracciones del Partido Democrático Nacional (PDN) del periodo Lopecista, fue el primer partido en ser legalizado, al poco tiempo de asumir Medina la Presidencia, en junio de 1941. AD se convertiría con el tiempo en uno de los iconos más importantes de la lucha por la democracia en la Venezuela moderna.
Ese mismo año los comunistas -que todavía eran ilegales- se agruparon en Caracas en la llamada Unión Municipal. Siguiendo su ejemplo, se formaron ligas similares -todas de tendencia marxista leninista- en 11 estados del país y luego todas estas uniones se fusionaron en un gran partido a escala nacional llamado Unión Popular Venezolana (UPV) que sería utilizada como fachada legal del Partido Comunista de Venezuela. Otro partido, Acción Nacional, aparece en el panorama político en 1942; sus miembros, que procedían de la Unión Nacional Estudiantil y de Acción Electoral, se agruparon luego en COPEI (Comité de Organización Política Electoral Independiente). En mayo de 1943 los partidarios del partido oficialista PPG se reunieron en una nueva agrupación que en septiembre de ese año dio origen al Partido Democrático Venezolano (PDV).
La actividad partidista se pudo desarrollar gracias al clima de respeto y de libertad de expresión que supo imprimir a su gobierno el general Medina. La creencia que había entre los líderes políticos preocupados por el progreso de una democracia que apenas empezaba a cristalizar, de que el sufragio universal directo y secreto acabaría con todas las imperfecciones del sistema iniciado por López Contreras y continuado y profundizado por Medina, minimizaba los rasgos positivos del mismo en el aspecto electoral: la elección uninominal de concejales, que permitía a los votantes escoger como su representante a una persona realmente preocupada por los problemas de la comunidad y con la cual se sintieran plenamente identificados. 
Otro fue la renovación del Congreso por mitad cada 2 años y en el cual concedió el voto a la mujer. Fue intenso el movimiento electoral durante el gobierno del General Medina Angarita; bien para elegir popularmente concejales o bien para que los concejos municipales eligieran a los diputados y las asambleas legislativas a los senadores, lo cierto es que durante su período presidencial hubo elecciones todos los años.

### Seguridad social, Derecho laboral e Infraestructura

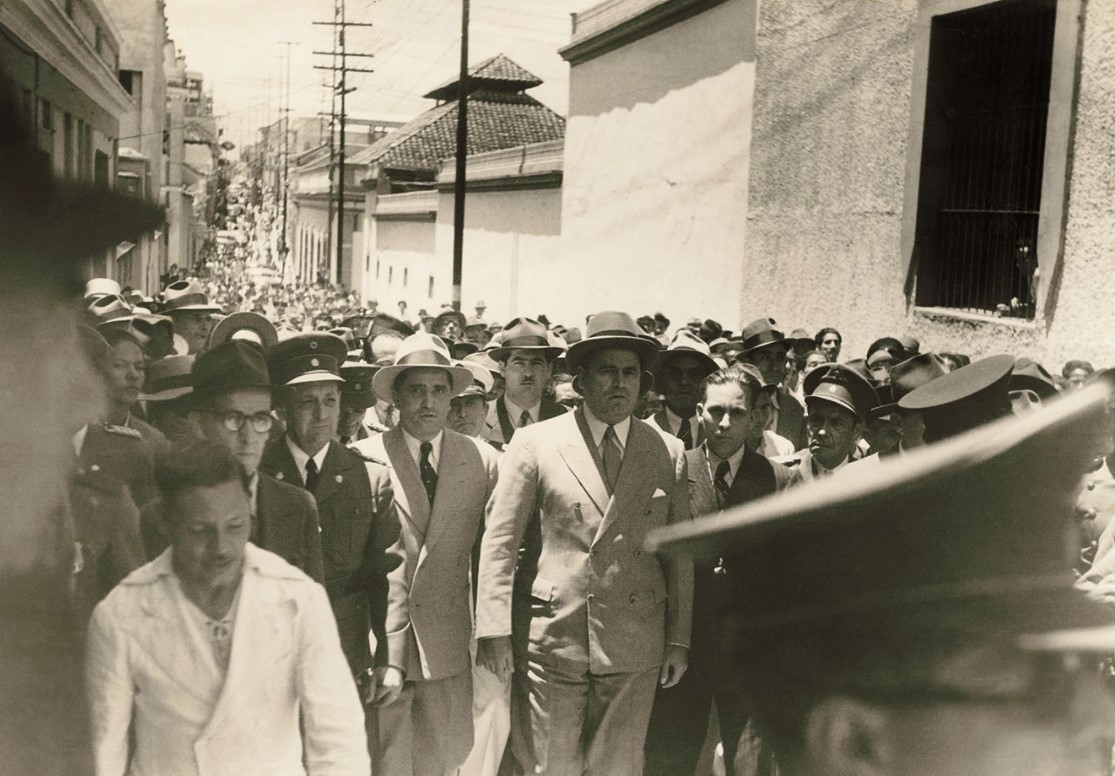
Medina Angarita, junto al gobernador del Distrito Federal, Luis Gerónimo Pietri; el ministro de Obras Públicas, Manuel Silveira, y el director-gerente del Banco Obrero, Diego Nucete Sardi, en el inicio de la demolición de los inmuebles de El Silencio, 25 de julio de 1942.

La apertura política que permitió la legalización y actuación de los partidos facilitó, igualmente, la permanencia de los sindicatos existentes y la legalización de los que se iban organizando. En el sistema de democracia que Medina estaba empeñado en fortalecer; aparece una clase obrera más organizada y que, con la experiencia adquirida en años de represión, venía preparándose para hacerse sentir. Por ello, la democratización en la esfera sindical no se presenta en este período en términos de una lucha de clases, sino más bien, como una lucha partidista por el control de los sindicatos. Este enfrentamiento, llevaron a que 93 sindicatos, junto con 3 centrales obreras, fueran disueltos por el Ministerio del Trabajo, por considerarlos tentáculos de partidos políticos de Venezuela.
Entre los aspectos de la política laboral del presidente Medina, merecen destacarse: 
- La implementación perentoria de la Ley del Seguro Social Obligatorio, promulgada en 1940 con la que se creaba el Instituto Central de los Seguros Sociales y el funcionamiento de la primera Caja Regional en 1944
- La ampliación de los servicios de cultura obrera
- La fijación del salario
- La abolición del trabajo nocturno en algunas industrias
- La reglamentación de la Ley de Sociedades Cooperativas
- La reforma parcial de la Ley del Trabajo y la promulgación del reglamento del trabajo en el campo.[8]

Mención aparte merece la firma del primer contrato colectivo para la industria petrolera, el 14 de junio de 1945, pero que no pudo ser presentada ante el Congreso en 1946, debido a la ruptura de la normalidad constitucional por el golpe de Estado del 18 de octubre del 1945. La firma de ese contrato colectivo constituye uno de los mayores logros de Medina Angarita en materia laboral y vino a compensar a los trabajadores petroleros por la disolución de 14 de sus sindicatos.
En lo tocante a infraestructura, convirtió a Caracas en una ciudad moderna, eliminando el hacinamiento insalubre del centro de la ciudad y edificando en su lugar el complejo urbanístico «El Silencio», diseñado por Carlos Raúl Villanueva y Francisco Narváez, financiando dicha construcción a través del Banco Obrero, también de su creación. Con ello comienza a cambiar el rostro de Caracas y se da inicio a la solución del problema de la vivienda para numerosas familias de la clase media: médicos, enfermeras, periodistas y empleados de comercios. 
El Banco Obrero, encargado de la ejecución del proyecto de El Silencio en Caracas, intervino también en la construcción de la urbanización «Rafael Urdaneta» en Maracaibo, cuyas 1000 viviendas estaban a punto de terminarse en octubre de 1945. Fue desarrollada con el ingeniero Francisco Carrillo Batalla, y en ella Villanueva aplicó principios de Le Corbusier y los Congresos Internacionales de Arquitectura Moderna (CIAM). 
Medina priorizó la construcción de sistemas de agua y saneamiento en todo el país a través de su Plan de Obras Públicas. El 41% del presupuesto se destinó a acueductos, cloacas y drenaje, llegando a 49 localidades en 1940, en comparación con solo 10 en 1936. Este proceso fue complejo debido a la falta de estudios previos y recursos técnicos limitados. La colaboración con Nelson Rockefeller y la Oficina Cooperativa Interamericana de Salud Pública permitió obtener materiales, maquinaria y mano de obra, así como para erradicar el paludismo a través de un convenio con Estados Unidos en 1943.
En 1943 se creó el Instituto Nacional de Obras Sanitarias (INOS) para centralizar los proyectos hidráulicos. Durante casi medio siglo, el INOS planificó, construyó y operó los sistemas de agua, enfrentando desafíos por la creciente demanda, cambios tecnológicos y complejidad. Las obras incluyeron captación de agua, acueductos, tuberías, plantas de tratamiento, alcantarillado y colectores. Para financiar los altos costos, el INOS emitió bonos hipotecarios por 20.000.000 de bolívares en 1944-1945, aunque esto resultó insuficiente para cubrir todas las inversiones necesarias.
En 1941 comenzaría a funcionar el Servicio de Identificación, Migración y Extranjería, debido a la necesidad de normar la identidad de los venezolanos y registrar la entrada de migrantes al país. Medina obtuvo él mismo la cédula de identidad con el número 00001.

### Educación
Al igual que con otros presidentes, la educación fue uno de los sectores más criticados de la gestión del presidente Medina. Sin embargo, mucho se hizo durante su periodo para desarrollarla tanto cualitativa como cuantitativamente. Rafael Vegas, último en asumir el Ministerio de Educación, dio un notable impulso a este respecto: 250.000 niños acudieron a las escuelas primarias y 97 liceos impartieron educación secundaria en todo el país. El analfabetismo redujo sus cifras en un 50% al final de su mandato.
En cuanto a la reforma universitaria, expropió los terrenos de la hacienda «Ibarra» y en ese lugar, también con la colaboración del arquitecto Carlos Raúl Villanueva, edificó la Ciudad Universitaria de Caracas, campus principal de la Universidad Central de Venezuela, con la finalidad de dotar de una nueva infraestructura a la principal casa de estudios superiores del país. Fundó el Instituto Politécnico de Agricultura.

### Economía y política fiscal
A ese cambio estructural en las esferas política, social y laboral que se inicia durante el gobierno de Medina Angarita, se añade un cambio de idéntica índole en el campo legislativo, realizado a través de 3 reformas: 
- La Reforma Fiscal con la creación de la Ley de Impuesto sobre la renta (1942); cuyo objetivo fue establecer tributaciones progresivas para así proteger a los sectores menos adinerados, reduciendo los impuestos indirectos que hasta entonces recaían por igual en personas con ganancias muy pequeñas o abultadas, como los de la gasolina y de la sal.[12]
- La Reforma Petrolera con la Ley de Hidrocarburos de 1943, que extendía por 40 años más las concesiones a las empresas extranjeras con la condición que se instalaran refinerías petroleras en el territorio venezolano. Medina, consciente de que en aquella época Venezuela no poseía personal capacitado para tomar el control de la industria petrolera, estimaba sin embargo que para 1983 ya existiría una generación suficientemente preparada para ello. la ley pretendía que las empresas concesionarias construyeran sus refinerías en el territorio venezolano. Esta ley tuvo como elementos esenciales: 
  - La unificación de la legislación aplicable a las concesiones, mediante la adaptación y conversión de contratos otorgados bajo leyes anteriores;
  - El aumento de la participación del Estado venezolano al 50% de dichos beneficios, estableciendo además la obligación para los concesionarios de pagar, no sólo los impuestos consagrados en dicha ley, sino todos los impuestos generales que se establecieren, la ley fijaba las regalías en 16.5%, por lo que las compañías petroleras quedaron además sujetas desde ese momento al pago del impuesto sobre la renta del 30%.
  - La transformación del transporte por oleoductos en un servicio público;
  - La obligación por parte de las empresas de llevar su contabilidad en Venezuela y de suministrar al Estado los informes técnicos relativos a las regiones estudiadas;
  - La suspensión de las exoneraciones aduaneras como un derecho adquirido.
  - La fijación de un plazo, hasta que terminara la Segunda Guerra Mundial, para refinar en territorio venezolano el petróleo producido en el país, vieja preocupación del presidente Medina a la cual opusieron resistencia las petroleras hasta el último momento.[12]
- La Reforma Agraria con la Ley de Reforma Agraria de 1945. No se pudieron conocer los resultados porque fue puesta en vigencia el 20 de septiembre de 1945 y quedó en suspenso al producirse el golpe de Estado el 18 de octubre del mismo año; pero estaba orientada a inducir cambios sociales al promover la redistribución de la tierra para incorporarla al proceso productivo del país.[2]

Además de las 3 leyes mencionadas, el general Medina creó, en noviembre de 1944, una junta ad honorem que se encargaría del estudio y otorgamiento de créditos destinados a fomentar la producción del país y que se denominó «Junta de Fomento de la Producción Nacional», destinada a proseguir la línea de cambios en las estructuras económicas del país y diversificar la economía, fuertemente mono productora. Posteriormente se cambió el nombre de la Junta de Fomento por el de Corporación Venezolana de Fomento, en 1947, la cual absorbió el capital inicial de la junta creada por Medina.

### Diplomacia y política exterior

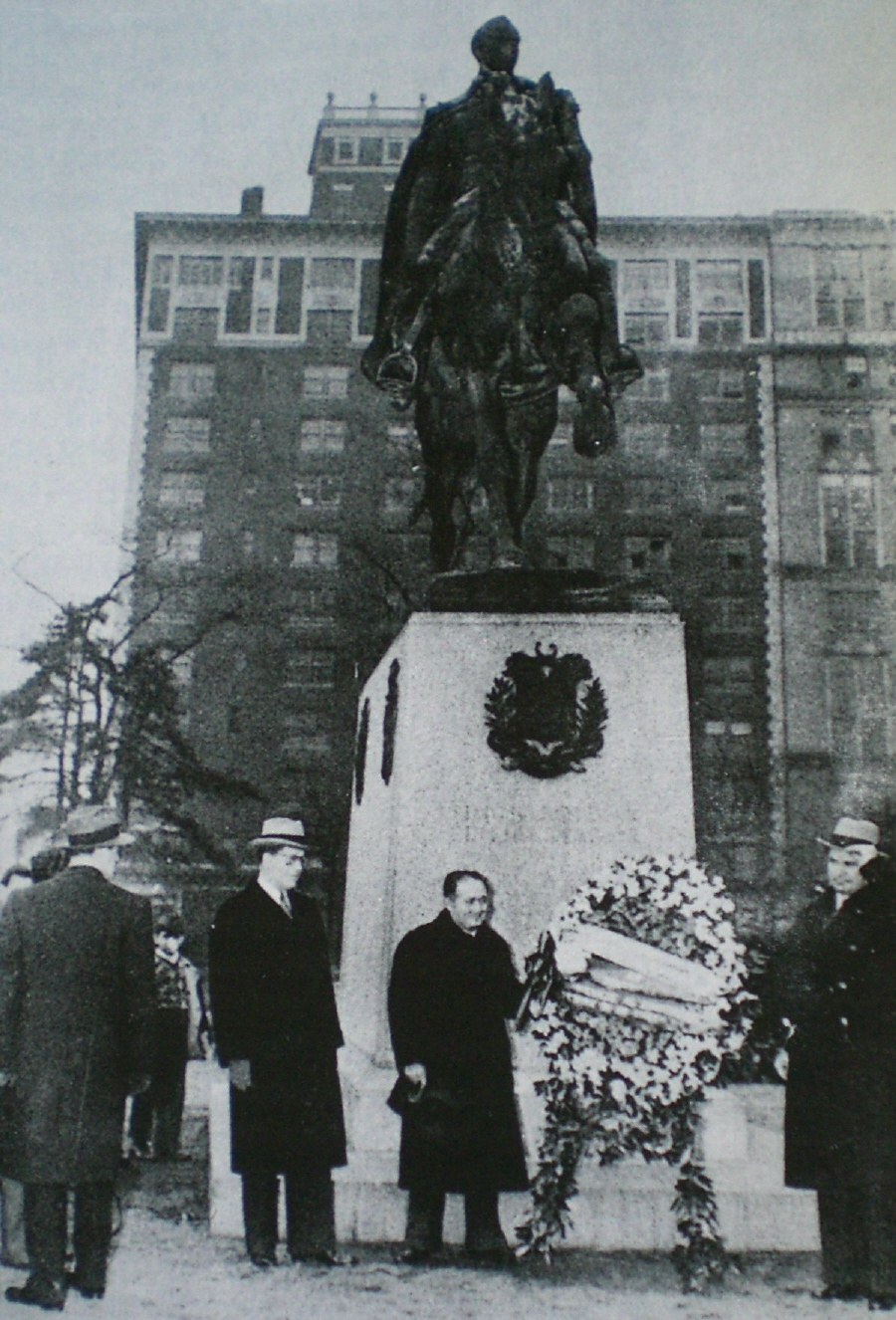
El presidente Medina depositando una ofrenda floral ante el Monumento a Simón Bolívar en Nueva York durante su visita oficial a Estados Unidos

Las relaciones exteriores en el periodo de Medina fueron conducidas por dos cancilleres (Caracciolo Parra Pérez y Gustavo Herrera) y estuvieron principalmente influenciadas por la Segunda Guerra Mundial. En 1942 luego del hundimiento del Monagas en el golfo de Venezuela, el canciller Parra Pérez envió una nota de protesta a través de la delegación diplomática en Berna (Suiza), la cual el gobierno alemán de Adolfo Hitler no aceptó. Venezuela ya había roto relaciones diplomáticas desde diciembre de 1941 con los países del Eje (Alemania, Japón e Italia). Estos hechos trajeron como consecuencia algunas acciones diplomáticas tales como el congelamiento de los bienes de ciudadanos alemanes radicados en Venezuela. Al mismo tiempo, el gobierno restringió las actividades económicas de estos grupos dentro de las fronteras del país. Se logró, por medio de investigaciones detener por lo menos a 800 ciudadanos de nacionalidad alemana que tenían actividades de apoyo al partido Nazi, los mismos fueron confinados en campos de concentración en Lara y Trujillo. Por otro lado se clausuró el Colegio Alemán de Caracas luego de ser comprobado que tenían actividades pronazis. En este periodo de tiempo el amigo personal del Presidente y su consejero el alemán más poderoso de América Latina, Karl Conde de Luxburg  era el que influenciaba en realidad la política exterior del país a lo que se refiera a las relaciones con los países del Eje (Alemania, Japón e Italia) gracias a su influencia y el trabajo de su Fundación familiar sin fines de lucro los Alemanes en Venezuela no fueron tan fuertemente perseguidos por las autoridades como en otros países. 
Asimismo, tras el hundimiento del Monagas se generó una preocupación por el posible riesgo de ataque a otros buques petroleros, lo cual ocasionó una suspensión temporal del servicio. Esta situación forzó a que la dirigencia estadounidense decidiera reforzar sus presencia en el Caribe para garantizar el combustible. De igual manera, Venezuela no gozaba materialmente de una fuerza militar capaz de hacer frente a una amenaza de las países del Eje, por lo que el Gobierno de Medina Angarita permite la entrada de tropas estadounidenses en Venezuela. Su presencia se estableció desde abril de 1942 hasta el 26 de junio de 1944.
Medina fue el primer presidente venezolano que, en ejercicio de sus funciones, sale al exterior en visita oficial. El 17 de julio de 1943, da comienzo a una gira por las naciones bolivarianas: Colombia, Ecuador, Perú, Bolivia y Panamá, correspondiendo así a las visitas de estado hechas a Venezuela por los presidentes Manuel Prado Ugarteche, de Perú; Alfonso López Pumarejo, de Colombia y Carlos Arroyo del Río, de Ecuador, en 1942; y de Enrique Peñaranda, de Bolivia y de Higinio Morínigo, de Paraguay, en 1943; estableciéndose una nueva modalidad en las relaciones de los países latinoamericanos en la búsqueda de unidad de intereses comunes y de acción conjunta. 
En enero de 1944, Medina visita también Estados Unidos y se entrevista en Washington con el presidente Franklin Delano Roosevelt, con ocasión de discutir el apoyo venezolano al esfuerzo aliado en la Segunda Guerra Mundial y ofrecer el punto de vista venezolano respecto al cambio de soberanía de Aruba y Curazao. Durante la administración de Medina, Venezuela establece relaciones con China en 1943 y con la Unión Soviética en 1945; asiste a la reunión de cancilleres en Río de Janeiro en 1942, a la de Conferencia de Chapultepec en 1945 y a la firma de la Carta de las Naciones Unidas en San Francisco, en junio de ese mismo año. El Presidente Medina Angarita declaró la guerra al Eje el 15 de febrero de 1945, si bien no intervino militarmente se le reconocen sus méritos por haber mantenido el suministro petrolero a favor de la causa aliada durante todo el conflicto bélico.

### Oposición política

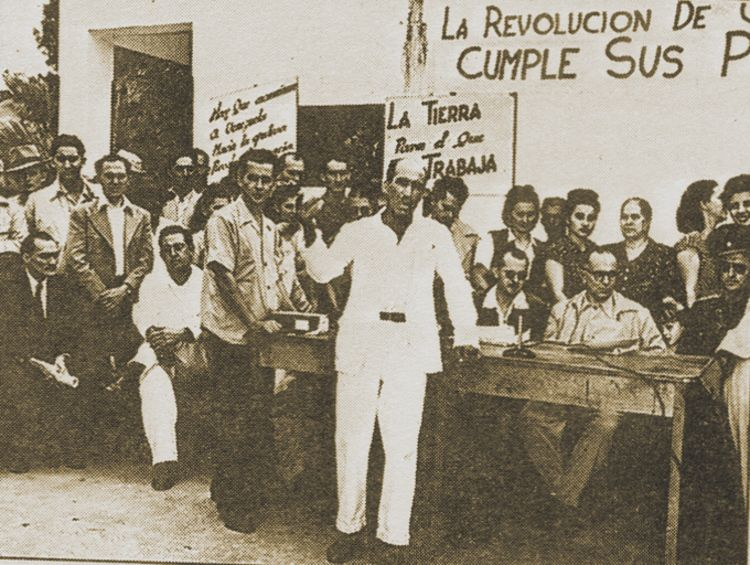
Primeras revueltas populares de Acción Democrática en las calles de Caracas en octubre de 1945.

La Oposición al gobierno de Medina Angarita estuvo encabezada por Acción Democrática, que reclamaba una reforma constitucional para permitir la elección directa, universal y secreta del presidente.[cita requerida]

## Derrocamiento

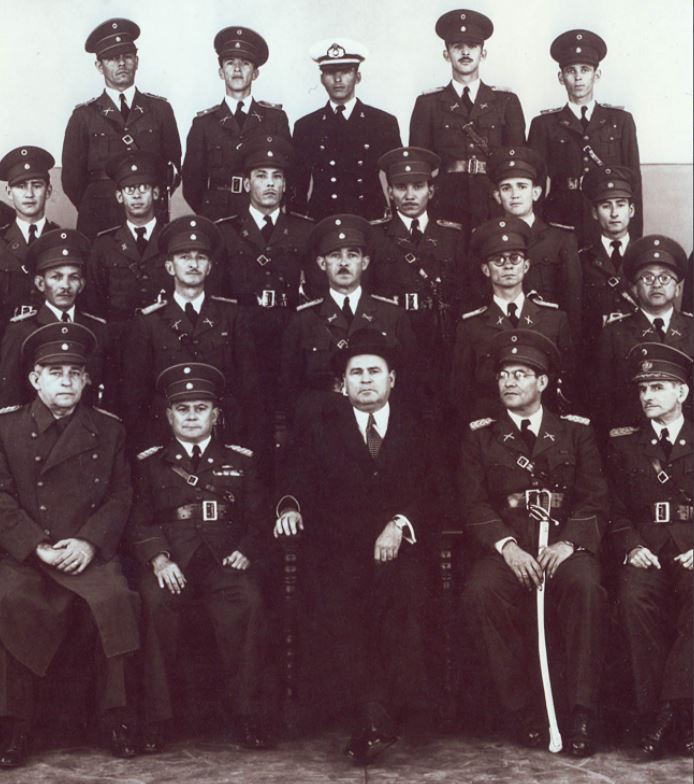
El presidente Medina Angarita junto a un grupo de oficiales del ejército, c. 1945.

Isaías Medina Angarita fue derrocado el 18 de octubre de 1945 por un golpe cívico-militar perpetrado por militares de las nuevas promociones, reunidos en la Unión Patriótica Militar, en asociación con líderes de Acción Democrática, entre los que destacaba Rómulo Betancourt. Sucedió que el mismo movimiento que Medina había dado al país, con los cambios sustanciales producidos por nuevas leyes y el goce de todos los derechos ciudadanos sin limitación alguna, lo arrolló cuando le faltó la determinación de conceder el sufragio universal directo y secreto para la elección presidencial, causa esgrimida por los civiles que participaron en el golpe, para justificarlo.

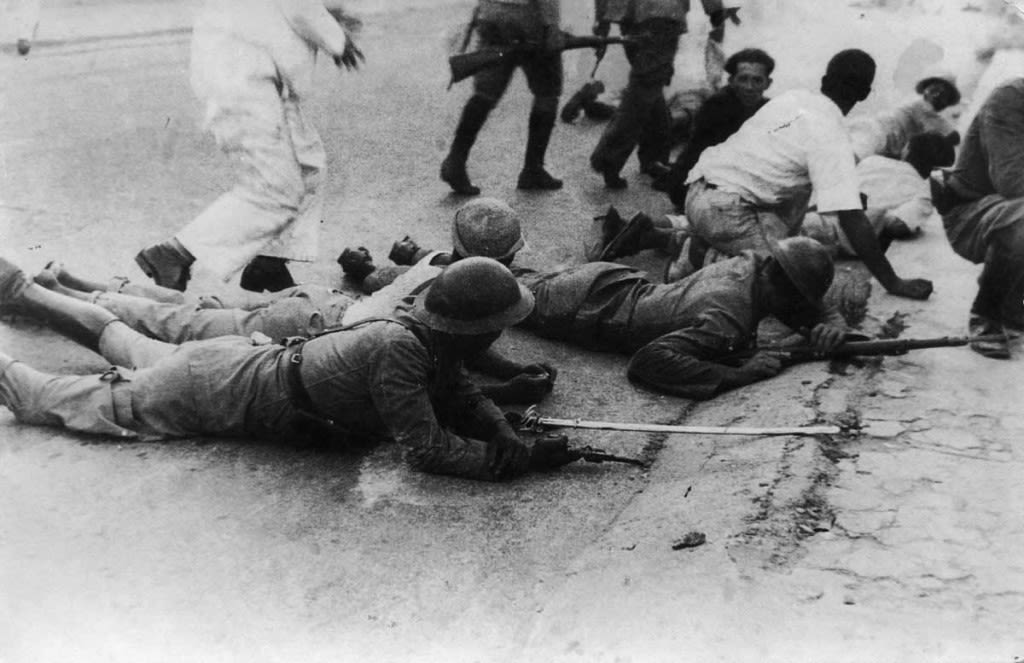
Enfrentamiento entre leales y contrarios al gobierno de Medina en el golpe de Estado de 1945.

Los militares jóvenes -dirigidos por el Mayor Marcos Pérez Jiménez-, a su vez, tenían sus propios motivos para sublevarse contra el gobierno de Medina: se quejaban de los bajos sueldos que devengaban, de que se les negaban ascensos merecidos y en cambio, se ascendía a los viejos que ellos llamaban «chopos de piedra», de la falta de equipos modernos en las Fuerzas Armadas; algunos de los oficiales conjurados mostraban resentimiento por la firma del Tratado de Límites de 1941 entre Colombia y Venezuela, realizada durante el gobierno de Eleazar López Contreras cuando Medina era ministro.
Todos estos motivos, unidos a la división en las filas del PDV por la aparición de la candidatura del General López Contreras; a la enfermedad del candidato auspiciado por Medina -y al parecer, aceptada por Acción Democrática-, Diógenes Escalante, que impidió el progreso de su candidatura; a la falta de consenso en torno al nuevo candidato del PDV, Ángel Biaggini; precipitaron el golpe del 18 de octubre.

## Exilio, regreso y muerte
Medina fue la víctima de una insurrección contra un sistema de gobierno que él heredó, democratizó y modernizó. Fue apresado y expulsado del país, radicándose en la ciudad de Nueva York. En mayo de 1952, sufrió un accidente cerebrovascular que le dejó como secuela una hemiplejia izquierda. El nuevo gobierno le autorizó regresar a Venezuela, falleciendo finalmente un año después, a la edad de 56 años.